# Тимофеев, Сергей Анатольевич (футболист)
Серге́й Анато́льевич Тимофе́ев (род. 5 марта 1965, Павлодар) — советский, казахстанский и российский футболист, защитник, полузащитник, тренер. Мастер спорта СССР (1990). Чемпион России и Казахстана. Игрок сборной Казахстана (1997—2000) и главный тренер сборной Казахстана (2004—2005).

## Карьера

### Игровая
В футбол начал играть в Павлодарской ДЮСШ-2. Первые тренеры — Ж. Х. Булекбаев и В. П. Ярышев. Состоял в ВЛКСМ На высшем уровне чемпионатов СССР, Украины, России и Казахстана выступал за «Кайрат», тернопольскую «Ниву», московское «Динамо», осетинскую «Аланию», павлодарский «Иртыш». C «Аланией» стал чемпионом России, а с «Иртышом» — дважды чемпионом Казахстана.

### Тренерская
В 2004 году в 39 лет закончил играть в Экибастузе и стал тренировать местную команду. В период 2004—2005 гг. был приглашён тренировать сборную Казахстана. Далее уехал в Россию и 10 лет тренировал там местные клубы от Ростова до Сахалина. В 2016 году по просьбе акима (губернатора) Восточно-Казахстанской области Даниала Ахметова вернулся в Казахстан поднимать новую команду «Алтай».

## Достижения

### Командные
«Динамо» Москва
- Серебряный призёр чемпионата России: 1994
- Бронзовый призёр чемпионата России: 1992, 1993

«Алания»
- Чемпион России: 1995
- Серебряный призёр чемпионата России: 1996

«Аксесс-Голден Грейн»/«Есиль-Богатырь»
- Серебряный призёр чемпионата Казахстана: 2000
- Бронзовый призёр чемпионата Казахстана: 2001

«Иртыш»
- Чемпион Казахстана: 2002, 2003

### Личные
- Вошёл в список 33 лучших футболистов чемпионата России в 1993 году.
- Лучший левый защитник чемпионата Казахстана: 2000, 2002, 2003.